# اوژن چهارم
پاپ اوژن چهارم (به لاتین: Eugene IV) (با تلفظ دقیق لاتین "اوجنیوس") یکی از پاپ‌های کلیسای کاتولیک رم بود که با نام گابریل کندولمر در ونیز به دنیا آمد و از ۱۴۳۱ تا ۱۴۴۷ میلادی پاپ بود. او آخرین پاپ با عنوان اوژن تا به کنون بوده‌است.
کندولمر خواهرزاده پاپ گریگوری دوازدهم بود. از مهم‌ترین اقدامات او در دوران تصدی مقام پاپی صدور فرمان تکفیر به بردگی گیرندگان تازه مسیحیان جزایر قناری (تا زمان آزادگی به بردگی گرفته شدگان) و ابطال حق تسلط پرتغال بر این جزایر بود. او در مسئله اختلاف پرتغال و اسپانیا در سواحل غربی آفریقا موضع بی‌طرفی اختیار کرد.
او در دوره حاکمیت خود بر کلیسای کاتولیک روم در مجموع ۲۷ تن را به مقام کاردینالی منصوب نمود.

## زندگی‌نامه
کندولمر در یک خانواده ثروتمند تاجر در ونیز چشم به جهان گشود. در سن بیست و چهار سالگی توسط دایی خود، پاپ گریگوری دوازدهم به اسقفی سیه‌نا منصوب گردید. انتصاب این فرد جوان و بیگانه، اعتراض رهبران سیاسی سیه‌نا را برانگیخت. کندولمر به همین جهت تنها پنج ماه بعد از مقام خود کناره گرفته و در ماه مه سال ۱۴۰۸ با ارتقا به مقام کاردینالی به عنوان خزانه دار پاپ گریگوری دوازدهم و اسقف اعظم کلیسای سان کلمنته گماشته شد.
پاپ مارتین پنجم او را به عنوان یک کاردینال به مقام‌هایی همچون اسقفی اعظم کلیسای دی سانتا ماریا، نمایندگی پاپ در آنکونا و فرمانداری بولونیا منصوب کرد.
کندولمر در هنگام فرمانداری بولونیا موفق شد، یک شورش محلی را سرکوب کند.
او را مردی لاغر و بلند قد توصیف کرده‌اند.

## مقام پاپی
مدت اندکی پس از درگذشت پاپ مارتین پنجم، شورای کاردینال‌های کلیسای کاتولیک روم با تشکیل شورا کندولمر را در سال ۱۴۳۱ به مقام پاپی برگزیدند. او که دومین پاپ پس از پایان دو دستگی بزرگ کلیسای غرب به حساب می‌آمد، در ۱۱ ماه مارس همان سال تحت عنوان اوژن چهارم در کلیسای سن پیترو تاج گذاری کرد. گفته می‌شود پیش از این انتخاب، در یک توافق کتبی کندولمر پذیرفته بود که نیمی از درآمد کلیسا را بین کاردینال‌ها تقسیم کند و در همه امور با اهمیت با آن‌ها مشورت نماید.
بلافاصله پس از رسیدن به قدرت، اوژن چهارم اقدامات تندی علیه خاندان قدرتمند کولونا در شهر رم که نفوذ زیادی در دوران پاپ مارتین پنجم یافته بودند، آغاز کرد. این اقدامات که برای پس گرفتن دارایی‌ها و ثروت حاصل شده برای خاندان کولونا در دوران پاپ پیشین صورت می‌گرفت، به مشاجرات شدیدی انجامید که نهایتاً با پیمان مصالحه به پایان رسید. بر این اساس این توافق خاندان کولونا تمامی قلاع خود را تسلیم و ۷۵ هزار دوکات پرداخت نمود.

## اصلاحات شورایی و عواقب آن
مهم‌ترین موضوع دوران پاپی اوژن چهارم را درگیری او با شورای موسوم به شورای بازل (بعدها شورای فلورانس)، آخرین شورای جنبش شورایی کردن حاکمیت کلیسای کاتولیک که توسط پاپ مارتین پنجم تشکیل گردید بود، دانسته‌اند. با این حال که او در ابتدا فعالیت شورای بازل را تأیید کرده بود، خبرهای ناخوشایند و اغراق شده‌ای که در سال ۱۴۳۱ از این شورا به اوژن چهارم رسید او را بر آن داشت که در ۱۸ دسامبر ۱۴۳۱ با صدور فرمانی این شورا را منحل کند و خواهان تشکیل شورای دیگری تا هجده ماه آینده در بولونیا شود. این اقدام پاپ این تفکر را تقویت کرد که سران کلیسا با هر گونه اصلاح منطقی در ساختار خود مخالف هستند. شورای بازل در مقابل این فرمان مقاومت نشان داد و از پذیرش انحلال سر باز زد. این شورا که توسط قدرت‌های سکولار تحت حمایت بود، همچنین با مطرح کردن مجدد مسئله شورای کنستانس که در آن شورا بر پاپ ارجح دانسته شده بود، از پاپ اوژن چهارم و تمامی کاردینال‌ها خواست تا سه ماه دیگر در شهر بازل حاضر شوند یا به جرم تمرد منتظر عقوبت باشند. با دخالت زیگیزموند، امپراتور مقدس روم که به تازگی به قدرت رسیده و برای تاجگذاری به رم رفته بود، برای جلوگیری از ایجاد تفرقه و دو دستگی، توافقی بین پاپ و شورای بازل به دست آمد که بر اساس آن پاپ در ۱۵ دسامبر ۱۴۳۳ فرمان انحلال شورا را لغو کرد، تمام حقوق سریر مقدس به رسمیت شناخته گردید و شورای بازل به استثنای جلسات نخستین آن مشروع و جزئی از نهضت وحدت کلیساها خوانده شد.

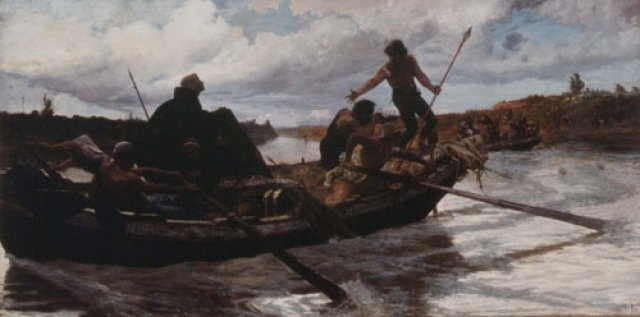
نقاشی از پاپ اوژن چهارم در حال فرار از رم با قایق

این مسامحه در پی هجوم نیروهای دوک‌نشین میلان به ایالات پاپی در تلافی حمایت پاپ از ونیز و فلورانس در مقابل میلان، صورت گرفت. خاندان کولونا با بهره‌گیری از این موقعیت در ماه ژوئن ۱۴۳۴ اقدام به تشکیل یک جمهوری انقلابی در شهر رم کرد. پاپ که کنترل رم را از دست داده بود، در لباس راهبان خود را به رودخانه تیبر رساند و زیر باران سنگ با قایق به سمت جنوب شهر، جایی که یک کشتی فلورانسی منتظر او بود، حرکت کرد.
شهر رم چند ماه بعد مجدداً به کمک جیووانی ویتلسکی، اسقف نظامی رکاناتی به انقیاد درآمد. در ماه اوت ۱۴۳۵ قرارداد صلحی در فرارا بین طرفین درگیری به امضا رسید. پاپ در ماه آوریل سال ۱۴۳۶ به بولونیا نقل مکان کرد در حالیکه عوامل نظامی او بخش عمده ایالات پاپی را دوباره به کنترل خود درآوردند. بسیاری از دشمنان سنتی پاپ در این نبردها این میان رفتند و خاندان کولونا با از دست دادن پایگاه‌های خود مجدداً فرمان‌بری پیشه کرد.

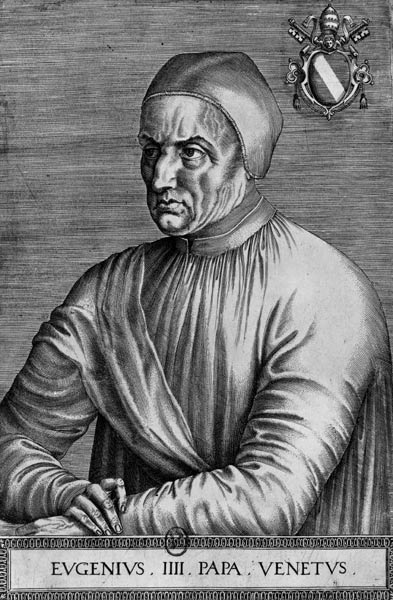
نقاشی اوژن چهارم توسط ژان فوکه

با پیروزی پاپ، بازیابی مجدد قدرت توسط او و از میان رفتن خطرات، درگیری‌ها با شورای بازل باره دیگر از سرگرفته شد. اوژن چهارم شورای رقیبی در فرارا تشکیل داد و تمامی مقامات بلندپایه گرد آمده در بازل را تکفیر کرد. برخی از افراد حاضر در شورای بازل که همچنان پاپ را صاحب نفوذ و اختیار می‌دانستند، نیز خود را به فرارا رساندند. شارل هفتم، پادشاه فرانسه با منع روحانیون مذهبی کشورش از ورود به شورای فرارا، مصوبات شورای بازل را با اندکی تغییر در کشورش اجرایی نمود. با این حال پادشاه انگلستان و دوک بورگوندی که شورای بازل را در جانب فرانسه می‌دیدند، شورای بازل را به رسمیت نشناختند. پادشاهی کاستیل، پادشاهی آراگون، دوک‌نشین میلان و دوک‌نشین باواریا نیز دست از حمایت خود از شورای بازل کشیدند.
افراد باقی مانده در شورای بازل که شمار آن‌ها را بیست تن دانسته‌اند، در پاسخ به این اقدامات ابتدا در ۲۴ ژانویه ۱۴۳۸ پاپ اوژن چهارم را از مقام خود معلق و نهایتاً ۲۵ ژوئن ۱۴۳۹ با صدور حکم ارتداد، رسماً او را از این مقام عزل کرد. مقامات حاضر در بازل برای تحت فشار قرار دادن پاپ سعی در مصادره منابع درآمدی او داشتند. این شورا در ماه نوامبر همان سال آمادئوس هشتم، دوک ساووی را با نام فلیکس پنجم به عنوان پاپ (پادپاپ) برگزید.
شورای فرارا در ادامه تلاش مشابه پاپ‌های پیشین به دنبال تشکیل یک اتحادیه با کلیسای ارتودوکس شرقی برآمد. بدین منظور قرار بر تشکیل یک جلسه در کنستانتینوپول شد که با اصرار عده ای از جمله حاضران در شورای بازل بر تشکیل جلسه در غرب، پاپ با اجاره و اعزام ناوگانی امپراتور بیزانس، پاتریارک (رهبر کلیسای ارتودوکس) و ۷۰۰ تن دیگر را به فرارا دعوت و منتقل نمود. شورای فرارا که با شیوع طاعون به فلورانس منتقل شده بود، با وجود اختلاف نظرهای فراوان پس از برگزاری نشست‌های متعدد و گذشت چندین ماه در هشتم ژوئن ۱۴۳۹ به توافقی نسبی و سطحی با ارتودوکس‌ها رسید. این اتحادیه که دوام چندانی نداشت اما به دنبال کسب آبرو برای پاپ بود، به شکل ضعیف تری با کلیساهای دیگر نیز دنبال شد. اوژن چهارم در ۲۲ نوامبر ۱۴۳۹ پیمانی با ارامنه به امضا رساند. سال‌های بعد تماس‌هایی نیز با سریانی‌ها، نِستوری‌ها و مارونی‌ها برقرار گردید.
فلیکس پنجم، رقیب اوژن نتوانست هوادار چندانی به دست بیاورد. در نهایت فریدریش سوم، امپراتور مقدس روم تمایل به پذیرش اوژن چهارم نشان داد. اِنیِس سیلویوس پیکولومینی که بعدها خود با نام پیوس دوم به مقام پاپی رسید، به نمایندگی از امپراتور در سال ۱۴۴۲ با پاپ اوژن چهارم به مصالحه دست یافت. به رسمیت شناخته شدن حاکمیت آلفونسو پنجم، پادشاه آراگون بر ناپل آخرین حمایت‌های با اهمیت از شورای بازل را در ایتالیا از بین برد.
اوژن چهارم پس از قریب به ده سال دوری، در سال ۱۴۴۳ فاتحانه به رم بازگشت. او که پیش از آن در امور تکیه ویژه ای به اهالی زادگاه خود، ونیز و برخی خاندان‌های خاص همچون خاندان اورسینی (احتمالاً در مقابل خاندان کولونا) داشت، متوجه شده بود که باید تغییر رویه دهد و از افراد لایق تر برای کنترل شرایط استفاده کند.
تلاش حامیان اوژن چهارم از جمله پیکولومینی در نهایت منجر روی گردانی تمامی حاکمان آلمانی از فلیکس چنجم، پادپاپ رقیب پاپ رم شد. توافق به رسمیت شناختن اوژن چهارم به عنوان پاپ حقیقی پس از مرگ پاپ صورت گرفت.

## ترکان عثمانی و جنگ صلیبی وارنا
پاپ اوژن چهارم تلاش زیادی برای مقابله با پیشروی ترکان عثمانی در خاک اروپا و نجات کنستانتینوپول کرد. او با صرف یک پنجم درآمد کلیسا در جنگ صلیبی که در سال ۱۴۴۳ در مجارستان بدین منظور به راه افتاده بود، سعی داشت جلوی آن‌ها را بگیرد که با تحمل شکستی سخت در نبرد وارنا به نتیجه ای نرسید تا راه برای سقوط کنستانتینوپول در سال ۱۴۵۳ به دست ترکان کاملاً هموار شود.

## اوژن و برده‌داری
بسیاری از ساکنان جزایر قناری در دهه ۱۴۳۰ میلادی به مسیحیت گرویدند. حاکمیت بر این جزایر بین پرتغال و پادشاهی کاستیل مورد مناقشه بود. عدم وجود کنترل مؤثر بر این جزایر موجب گشته بود این مکان هر از گاهی مورد حملات جهت به بردگی گرفتن ساکنان واقع شود.
شورای کوبلنز در سال ۹۲۲ به بردگی گرفتن مسیحیان را محکوم کرده بود. در پی اعتراض فرناندو کالوِتو، اسقف این جزایر، اوژن چهارم با صدور فرمان پاپی موسوم به "Creator Omnium" در ۱۷ دسامبر ۱۴۳۴ مجوزی که به پرتغال برای تصرف این جزایر داده شده بود را لغو کرد. او هر آن کس را که تازه مسیحیان را به بردگی گرفته یا می‌گرفتند را تکفیر نمود و اعلام کرد این حکم تا آزادی همه مسیحیان و بازگرداندن دارایی آن‌ها بر قرار خواهد ماند. در سال ۱۴۳۴ اوژن چهارم با صدور فرمان پاپی دیگری (Regimini Gregis Dominici) به بردگی گرفتن مسیحیان جزایر قناری را ممنوع ساخت و ادامه اقدامات جهت سلطه بر آن را متوقف کرد تا مسیحیان بتوانند در صلح به کار خود ادامه دهند.
با این حال نیروهای پرتغالی در سال ۱۴۳۵ به حملات خود به این جزایر ادامه دادند. اوژن چهارم مجدداً با صدور فرمان پاپی (Sicut Dudum) جنگ‌افروزی علیه این جزایر را ممنوع خواند و بر منع به بردگی گرفتن ساکنین آن تأکید کرد. اوژن با تهدید به تکفیر خواستار آزادی به بردگی گرفته شدگان گشت. او اعلام کرد اگر به این فرمان در عرض ۱۵ روز بعد عمل نشود دیگر بخششی در کار نخواهد بود و خاطیان حتی اگر از طرف سریر مقدس یا از اسقف‌های اسپانیایی باشند، با جان خود غرامت آن را خواهند داد. اشاره به اسقف‌های اسپانیایی نشان گر این مسئله بود که علاوه بر پرتغالی‌ها، اسپانیایی‌ها نیز در این موضوع دخالت داشته‌اند.
گفته می‌شود در سپتامبر سال ۱۴۳۶ با درخواست ادوارد، پادشاه پرتغال، اوژن چهارم پرتغالی‌ها را در زمینه تصرف مناطق غیر مسیحی جزایر قناری و به بردگی گرفتن اهالی آن آزاد گذاشت.
با رسیدن نخستین گروه از بردگان آفریقایی به پرتغال در سال ۱۴۴۱، شاهزاده هنری، دریانورد پرتغالی از پاپ اوژن چهارم درخواست کرد حملات نیروهای کشورش به سواحل غربی قاره آفریقا را جنگ صلیبی (جهاد) بخواند و متعاقباً به بردگی گرفتن اسرا را برای آن مشروع بسازد. در ۱۹ دسامبر ۱۴۴۲ پاپ در پاسخ با صدور فرمان پاپی (Illius qui) تمامی گناهان انجام شده توسط افراد حاضر در این حملات (جنگ‌های صلیبی - جهادها) علیه کفار (مسلمانان) را بخشوده قلم داد کرد. او سال بعد دربارهٔ دعاوی بین پرتغال و اسپانیا بر سر اراضی در قاره آفریقا بی‌طرفی اتخاذ نمود.
برخی این فرامین پاپی اوژن چهارم را موجب به بردگی کشیده شدن بومیان قاره آفریقا توسط پرتغالی‌ها و سایر استعمارگران اروپایی و در نتیجه وارد آمدن ضربه ای سنگین به‌شان و حیثیت مسیحیت دانسته‌اند.

## مرگ و میراث

تندیس اوژن چهارم در کلیسای اعظم فلورانس

با توجه به وقایع ناخوشایند و درگیری‌های زیاد دوران پاپی او، گفته می‌شود اوژن چهارم در بستر مرگ از این که صومعه خود را ترک کرده بود، حسرت خورد. پیروزی اوژن چهارم بر شورای بازل و اقدامات او برای ایجاد وحدت بین کلیساهای مختلف مسیحی به هر وجه تأثیر به سزایی از میان رفتن جنبش شورایی کردن حاکمیت کلیسا و بازیابی موقعیت تسلط همه‌جانبه پاپ پیش از دو دستگی غرب داشت. البته این موفقیت‌ها با دادن امتیازاتی به حاکمان محلی در قاره اروپا به دست آمد و از آن پس دستگاه پاپ برای گذران امور خود بیش از پیش به ایالات پاپی وابسته گشت.
به سبب بی تجربگی اوژن چهارم در رفتار خود بسیار مردد و تحریک پذیر نشان می‌داد. با وجود دشمنی سرسختانه با ارتداد و بدعت، او کرم فراوانی به فقرا داشت و خویشاوندگماری (پارتی بازی) در کار او دیده نمی‌شد. همین مخالفت او با خویشاوندگماری بود که موجب درگیری او با خاندان کولونا گردید. با داشتن زندگی راهبانه، علاقه فراوانی به هنر و یادگیری بروز می‌داد و در سال ۱۴۳۱ دانشگاه رم را باز تأسیس کرد.
اوژن چهارم در ۲۳ فوریه ۱۴۴۷ در رم بدرود حیات گفت و در کلیسای سن پیترو در کنار مقبره پاپ اوژن سوم به خاک سپرده شد. بعدها مقبره او به کلیسای سن سالواتوره در جانب دیگر رود تیبر منتقل گردید.